# Бурка, Михаил Иосифович
Михаи́л Ио́сифович Бу́рка (6 сентября 1914, ст. Сентяновка — 26 февраля 1988, Киев) — украинский советский государственный деятель, председатель исполнительного комитета Киевского городского совета депутатов трудящихся в 1963—1968 годах. Депутат Верховного Совета УССР 5-8-го созывов. Кандидат в члены ЦК КПУ в 1960-1971 годах.

## Биография
Михаил Бурка родился в 1914 году на ст. Сентяновка (теперь пгт Фрунзе Славяносербского района Луганской области) в семье рабочего. В 1928 году окончил семилетнюю школу. В 1931 году окончил угольный техникум в Луганске, в 1941 году — Днепропетровский инженерно-строительный институт. Член Коммунистической партии с 1943 года. С 1931 года был техником-строителем треста «Донбасжилбуд» в Краматорске. Принимал участие в боевых действиях во время Второй Мировой войны, воевал на Калининском, Юго-Западном, Донском и Украинском фронтах. Закончил войну в звании майора, в должности командира отдельного инженерно-саперного батальона в составе 5-й Гв. Армии.
В 1947—1958 годах работал на Запорожском заводе «Коммунар», затем — управляющим строительными трестами. С 1957 года первый секретарь Запорожского горкома партии. В 1958—1963 годах — заведующий отделом строительства и городского хозяйства ЦК КПУ. С 2 декабря 1963 по 15 августа 1968 года — председатель Киевского горисполкома. Главное достижения на посту руководителя городской администрации — массовое строительство новых стадионов и «хрущевок». Потом — в 1975 года — председатель Госстроя УССР. После выхода на пенсию работал главным редактором киевского журнала «Строительство и материалы».
Умер в 1988 году, похоронен на Байковом кладбище.
Дети:
Лариса Михайловна Бурка (Сатановская)
Алла Михайловна Бурка (Гришко)
Внуки:
Константин Гиоргиевич Сатановский
Яна Гиоргиевна Сатановская 
(Глимбовская)
Владимир Гришко
Правнуки:
Мария Сатановская
Катерина Глимбовская
Дарья Сатановская
Станислав Глимбовский

## Награды
- Во время войны награждён орденами Красного Знамени, Александра Невского (12.04.1945), Красной Звезды (16.02.1943), Отечественной Войны I и II степени (07.07.1944 и 08.10.1943); медалями «За отвагу», «За оборону Сталинграда», «За победу над Германией», «За освобождение Праги» и польской «За Одер, Нейсе и Балтику».
- Во время послевоенного труда награждён двумя орденами Ленина, орденами Трудового Красного Знамени, Отечественной Войны II степени (06.04.1985), медалями.